# Horácio de Almeida (Historiker)
Horácio de Almeida (* 1896 in Paraíba; † 5. Juni 1983 in Rio de Janeiro) war ein brasilianischer Jurist und Historiker.

## Leben
Almeida heiratete jung und hatte Kinder. 1930 schloss er sein Studium der Rechtswissenschaft ab und arbeitete als Anwalt in der Präfektur von Areia (Paraíba). 1936 wurde er Mitarbeiter im Instituto Histórico e Geográfico Paraibano; 1941 gründete er mit anderen zusammen die Academia Paraibana de Letras; 1946 wurde er Secretário de Interior, Justiça e Segurança des Staates Paraíba. In derselben Zeit war er Inhaber der Zeitschrift Jornal Estado da Paraíba. Von der Politik seines Staates enttäuscht, zog er weg nach Rio de Janeiro, wo er eine Anwaltskanzlei eröffnete. Almeida befasste sich in seinen Schriften mit der Geschichte Paraíbas und galt als „polemisch“.